# 2008年美軍B-2轟炸機墜毀事故
2008年美軍B-2轟炸機墜毀事故发生于2008年2月23日，美国空军一架機身編號为89-0127（命名為堪薩斯幽靈號）的B-2幽靈式戰略轟炸機在关岛安德森空军基地起飞时坠毁。機上兩名飛行員平安獲救。在飛機失事後，另外兩部起飛不久的軍機即時召回空軍基地。这是B-2A首次坠毁事故，也是航空史上最昂贵的单个飞行器事故。事故後美國空軍停飞了整个B-2機队，直到同年4月15日停飞命令才告解除。

## 失事經過
2008年2月23日，一架隸屬於美國空軍509轟炸大隊下393轟炸中隊之89-0127號B-2幽靈式戰略轟炸機（本據地於密蘇里州懷特曼空軍基地，累積飛行時數5100小時）在關島安德森空军基地起飛時飛機突然失速，駕駛雖然想救回飛機，但是飛機的主翼已經摩擦地面無法拉升，兩位駕駛於是彈射逃生，飛機在隨後數秒內墜毀於跑道上。事故發生後，美國空軍下令所有B-2暫時停止任務以接受安全檢查，直到2008年4月15日才首次復飛。整個B-2失事總損失估計約14億美元。

## 原因
事故調查報告顯示，由於當時的環境濕度太高，使大氣數據慣性基準單元（ADIRU）裝置內部產生凝結水，影響空壓換能器的正常運作，導致飛控電腦計算出錯誤的空速及攻角。在起飛的過程中，錯誤的空速計算導致飛控電腦提前拉升機頭，在實際空速不足的情況下主輪離地。在離地之後，錯誤的攻角計算又讓飛行電腦誤以為飛機處於俯衝狀態，因此又馬上命令飛機快速拉升機頭，最終導致飛機的實際攻角達到向上30度。綜合過低的空速以及過高的攻角，飛機進入不可控失速狀態，最終導致飛機墜毀。